# Dothideomycetes

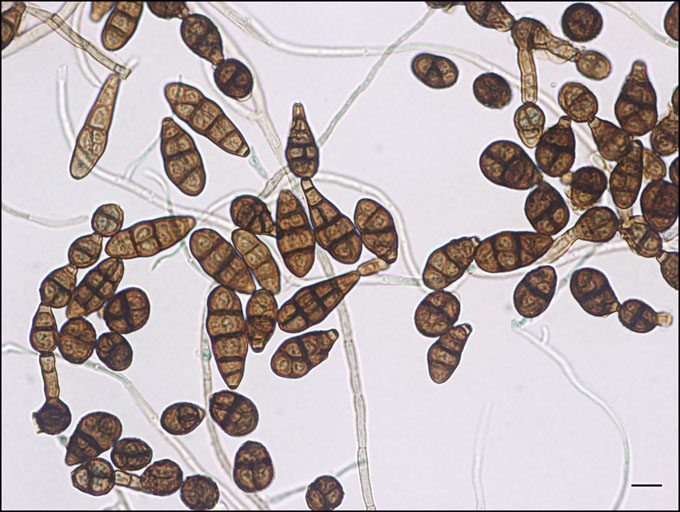
Zarodniki Alternaria alternata

Dothideomycetes O.E. Erikss. & Winka – klasa grzybów z typu workowców (Ascomycota), której typem nomenklatorycznym jest Dothidea.

## Charakterystyka
Grzyby w klasie Dothideomycetes wyróżniają się od innych workowców tworzeniem worków w kieszeniach (loculi). Taki sposób wytwarzania zarodników nosi nazwę „askolokularnego” – w odróżnieniu od „askohymenialnego”, najczęściej występującego u innych klas grzybów. Same worki zbudowane są (podobnie jak u Arthoniomycetes) z wyraźnie odrębnych dwóch ścian, co również pozostaje ważną cechą taksonomiczną. Innym ważnym wyróżnikiem tej klasy jest sterylne centrum zwane hamatecjum.
Jest to klasa bardzo liczna w gatunki będące saprotrofami lub pasożytami roślin, nieliczne wchodzą w symbiozę z glonami tworząc porosty. Wśród licznej grupy gatunków pasożytniczych zazwyczaj forma płciowa (teleomorfa) jest saprotrofem. Tworzy ciemnobrunatne lub czarne owocniki, mniej lub bardziej zagłębione w tkankach roślin lub w podkładkach. Forma bezpłciowa (anamorfa) jest pasożytem.

## Systematyka
Klasę Dothideomycetes utworzyli Ove Eriksson i Katarina Winka w artykule Supraordinal taxa of Ascomycota, opublikowanym w „Myconet” z 1997 r.:

Dothideomycetes cl. nov. O.E. Erikss. & Winka
- Holotypus: Dothideales Lindau
- Ascomata: pseudothecia, apothecia vel cleistothecia. Hamathecium: pseudoparaphyses, paraphysoides, periphyses, pseudoparenchyma, vel absens. Asci plerumque bitunicati et fissitunicati.
- Characteres moleculares (SSU rRNA): 11 289u:c (exc. u in Dothidea, Aureobasidium). 12 331a:g (exc. a in Botryosphaeria, Coccodinium, Dothidea, Aureobasidium, Alternaria); 334g:u (exc. g in Botryosphaeria, Coccodinium, Dothidea, Aureobasidium); 339c:u (exc. c in Botryosphaeria, Coccodinium, Dothidea, Aureobasidium, Alternaria). 18 528u:c (exc. u in Botryosphaeria, Coccodinium, Dothidea, Aureobasidium). 23' 971-:u. 48 1601u:a.

Według aktualizowanej klasyfikacji Index Fungorum bazującej na Dictionary of the Fungi do klasy Dothideomycetes należą:
- podklasa Diaporthomycetidae Senan., Maharachch. & K.D. Hyde
- podklasa Dothideomycetidae P.M. Kirk, P.F. Cannon, J.C. David & Stalpers ex C.L. Schoch, Spatafora, Crous & Shoemaker 2007
- podklasa Pleosporomycetidae C.L. Schoch, Spatafora, Crous & Shoemaker 2007
- podklasy Incertae sedis
  - rząd Abrothallales Pérez-Ort. & Suija 2014
  - rząd Acrospermales Minter, Peredo & A.T. Watson 2007
  - rząd Asterinales M.E. Barr ex D. Hawksw. & O.E. Erikss. 1986
  - rząd Bezerromycetales J.D.P. Bezerra, Souza-Motta & Crous 2016
  - rząd Botryosphaeriales C.L. Schoch, Crous & Shoemaker 2007
  - rząd Cladoriellales Crous 2017
  - rząd Collemopsidiales Pérez-Ort., Garrido-Ben. & Grube 2016
  - rząd Comminutisporales Abdollahz. & Crous 2020
  - rząd Coniosporiales Crous, Spatafora, Haridas & I.V. Grig. 2020
  - rząd Dyfrolomycetales K.L. Pang, K.D. Hyde & E.B.G. Jones 2013
  - rząd Eremithallales Lücking & Lumbsch 2008
  - rząd Jahnulales K.L. Pang, Abdel-Wahab, El-Shar., E.B.G. Jones & Sivichai 2002
  - rząd Lichenoconiales Diederich, Lawrey & K.D. Hyde 2013
  - rząd Lichenotheliales K. Knudsen, Muggia & K.D. Hyde 2013
  - rząd Lineolatales Crous, Spatafora, Haridas & I.V. Grig. 2020
  - rząd Microthyriales G. Arnaud 1918
  - rząd Minutisphaerales Raja, Oberlies, Shearer & A.N. Mill. 2015
  - rząd Monoblastiales Lücking, M.P. Nelsen & K.D. Hyde 2013
  - rząd Natipusillales Raja, Shearer, A.N. Mill. & K.D. Hyde 2013
  - rząd Neocelosporiales Crous 2018
  - rząd Neodactylariales H. Zheng & Z.F. Yu 2020
  - rząd Neophaeothecales Abdollahz. & Crous 2020
  - rząd Patellariales D. Hawksw. & O.E. Erikss. 1986
  - rząd Superstratomycetales van Nieuwenh., Miądl., Houbraken, Adan, Lutzoni & Samson 2016
  - rząd Tirisporellales Suetrong, E.B.G. Jones & K.L. Pang 2015
  - rząd Trypetheliales Lücking, Aptroot & Sipman 2008
  - rząd Tubeufiales Boonmee & K.D. Hyde 2014
  - rząd Valsariales Jaklitsch, K.D. Hyde & Voglmayr 2015
  - rodzaje Incertae sedis.

Kladystycznie, grupą siostrzaną tego kladu jest Arthoniomycetes.